# Najib Amhali

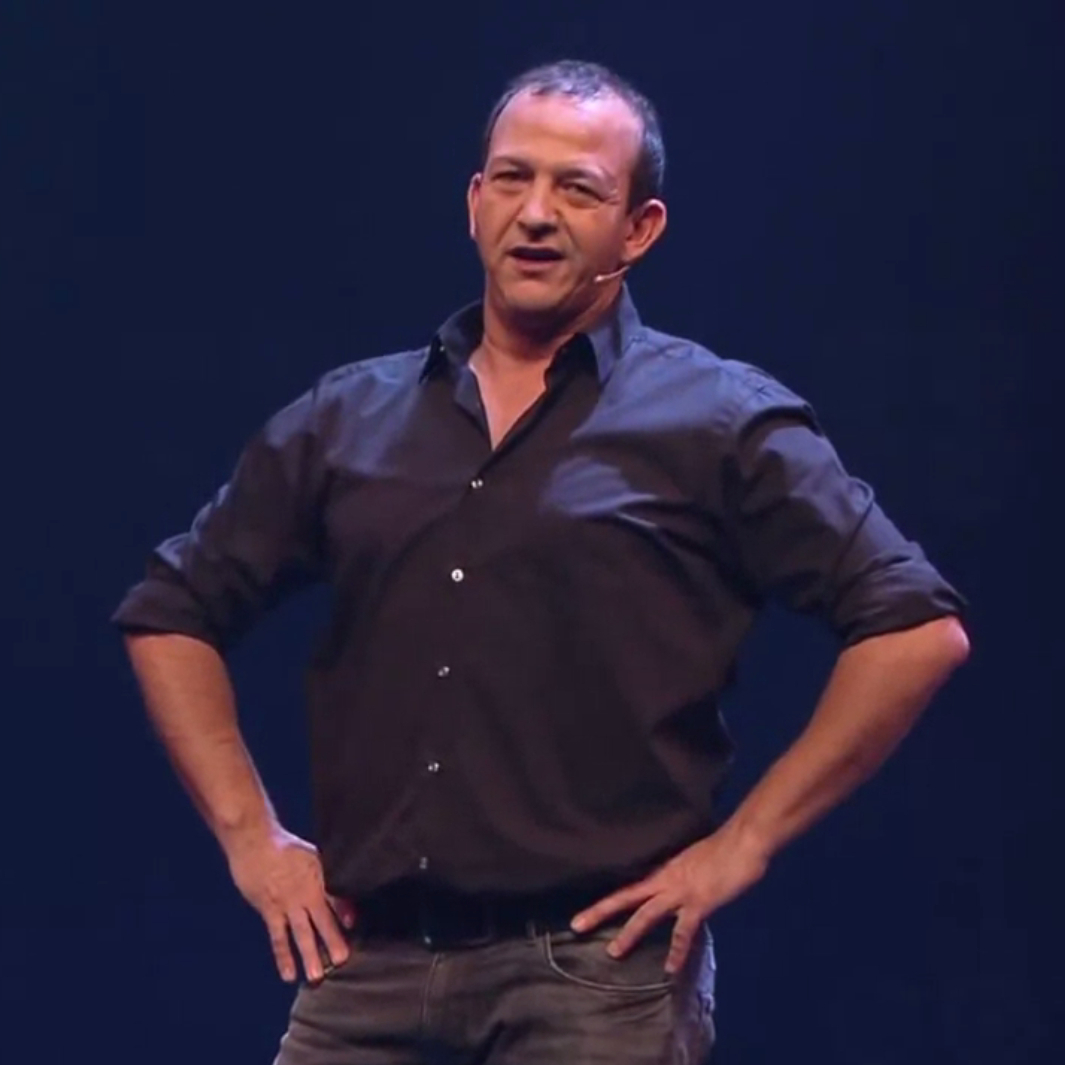

Najib Amhali (* 4. April 1971 in Nador, Marokko) ist ein niederländischer Comedian marokkanischer Herkunft. Er ist außerdem Schauspieler und spielt auch Schlagzeug.
Amhali, der seit dem zweiten Lebensjahr in Krommenie (Noord-Holland) aufgewachsen ist, war ursprünglich Schauspieler, verlegte dann aber den Schwerpunkt seiner Arbeit auf cabaret und gewann in diesem Fach mehrere Preise wie den des Leidener Cabaretfestival; er gehörte auch zur Gruppe Comedytrain. Seit 1998 präsentiert der Kabarettier mit den Spitznamen De Marokkaan uit de Jordaan alle zwei bis drei Jahre ein neues Programm. Amhali integriert in seine Programme auch Elemente aus seiner Lebensgeschichte als Gastarbeiterkind. Seine Stärke liegt im Spielen von Figuren, wie im berühmt gewordenen Ein-Mann-Sketch Shoarma.
Im Mai 2009 ergab eine Umfrage, dass Amhali mit Abstand der witzigste cabarettier des Landes ist, womit er Herman Finkers auf Platz 2 verdrängte. Allerdings war er mit einem Bekanntheitsgrad von nur fünfzig Prozent relativ unbekannt.
Seine vielleicht bekannteste Filmrolle war ein Polizist in der Multikulti-Komödie Shouf Shouf Habibi! von 2004. Während der Fußball-Weltmeisterschaft 2006 kommentierte er die Ereignisse in einer eigenen Fernsehsendung.

## Programme
- 1998: Vol = vol
- 2000: Veni Vidi Vici
- 2002: Freefight
- 2005: Most wanted
- 2008: Zorg dat je erbij komt
- 2009/2010: The Best of Najib Amhali

## Filmografie (Auswahl)
- 2017: Familie Smart (De Familie Slim)

## Zitat
- Ich habe zu meinem Vater gesagt: „Pa, du musst dich integrieren.“ - „Was?“ - „Integration, Pa.“ - „Was kostet das?“ (Eine Anspielung auf niederländische Sparsamkeit.)

## Belege
1. ↑  Trouw: Najib Amhali is het grappigst, De Lama's het leukst, zuletzt gesehen am 21. Februar 2010.
2. ↑  NRC: Najib Amhali is de leukste. Archiviert vom Original (nicht mehr online verfügbar) am 12. März 2016; abgerufen am 10. Dezember 2024 (niederländisch).

| Personendaten    | Personendaten                |
| ---------------- | ---------------------------- |
| NAME             | Amhali, Najib                |
| KURZBESCHREIBUNG | niederländischer Kabarettist |
| GEBURTSDATUM     | 4. April 1971                |
| GEBURTSORT       | Nador, Marokko               |